# Jorge Larrañaga
Jorge Washington Larrañaga Fraga (Paysandú, 8 agosto 1956 – Montevideo, 22 maggio 2021) è stato un avvocato e politico uruguaiano.

## Biografia
Membro del Partito Nazionale, settore Alianza Nacional, è stato senatore dal 2000 al 2020.
Larrañaga è stato candidato presidenziale alle elezioni tenutesi il 31 ottobre 2004, venendo sconfitto da Tabaré Vázquez. Poi è stato candidato alle elezioni primarie del suo partito tenutesi il 28 giugno 2009.
Il 1º marzo 2020 diventa Ministro dell'interno nel governo di Luis Alberto Lacalle Pou.
Muore il 22 maggio 2021 a causa di un infarto.